# 2025 en Guinée
Chronologie de la Guinée
- 2021
- 2022
- 2023
- 2024
- 2025
- 2026
- 2027
- 2028
- 2029

Cet article traite des événements qui se sont produits durant l'année 2025 en Guinée.

## Événements
Janvier
- 29 janvier - L'entreprise américaine de technologie ferroviaire Wabtec signe un contrat de 248 millions de dollars pour des locomotives sur le chemin de fer de Simandou[1].

### Février
- 21 février : Clôture de la 3ᵉ édition du Forum Économique d’Émergence Magazine (FEEM) à Conakry, récompensant les champions de l’économie guinéenne[2].

### Mars
- 11 mars : Lancement des travaux de rénovation du Palais Sékhoutouréya, résidence officielle du président guinéen, endommagée lors du coup d'État de septembre 2021.

### Avril
- 23–25 avril : Tenue des 72 heures du livre à Conakry, avec pour thème « La Puissance féminine », mettant en avant la littérature féminine africaine.

### Mai
- 24–26 mai : Organisation des Championnats d'Afrique de sambo 2025 à Conakry, où la Guinée remporte sa première médaille d'or dans cette discipline.
- 29 mai : Signature du Pacte de Stabilité pour la Croissance et le Progrès Social, visant à renforcer la gouvernance sociale et économique du pays[3].
- 31 mai : La chanteuse guinéenne Queen Rima reçoit le Prix Découvertes RFI 2025 lors d'une cérémonie au Centre culturel franco-guinéen de Conakry[4].

### Juin
- 1er juin : Le Premier ministre sénégalais Ousmane Sonko effectue sa première visite officielle en Guinée depuis l'élection du président Bassirou Diomaye Faye, marquant un renforcement des relations bilatérales[5].

### Septembre
- 21 septembre : organisation d'un référendum constitutionnel, visant à adopter une nouvelle constitution dans le cadre de la transition politique[6].

### Décembre
- Décembre : Prévision de la tenue des élections législatives et présidentielle en Guinée, marquant une étape clé vers le retour à un régime civil après la transition militaire[7].

## Décès
- 13 janvier : Mariama Camara, ancienne ministre de l'Agriculture et du Commerce
- 8 février : Boubacar Biro Diallo, ancien président de l'Assemblée nationale
- 18 mars : Édouard Nyankoye Lamah, ancien ministre de la Santé et des Affaires étrangères
- 12 mai : Moussa Koffoé, comédien et tailleur, figure emblématique de la culture guinéenne

#### L'année 2025 dans le reste du monde
- L'année 2025 dans le monde
- 2025 par pays en Amérique • 2025 au Brésil, 2025 au Canada, 2025 au Québec, 2025 aux États-Unis, 2025 au Mexique
- 2025 en Europe, 2025 dans l'Union européenne • 2025 en Belgique, 2025 en France, 2025 en Italie, 2025 en Suisse
- 2025 en Afrique • 2025 par pays en Asie • 2025 par pays en Océanie, 2025 en Océanie • 2025 en Antarctique
- 2025 aux Nations unies
- Décès en 2025